# 사랑의 순간
《사랑의 순간》(영어: The Edge of Love)은 2008년 개봉한 영국의 전기 로맨틱 드라마 영화이다. 존 메이버리가 감독을 맡았으며, 주연을 맡은 배우 키라 나이틀리의 모친 샤먼 맥도널드가 각본을 썼다.

## 출연진
- 키라 나이틀리
- 시에나 밀러
- 킬리언 머피
- 매슈 리스
- 리사 스탠스필드
- 앨러스터 매켄지